# Il n'y a plus rien (pièce de théâtre)
Pour les articles homonymes, voir Il n'y a plus rien.
Il n'y a plus rien est une comédie dramatique de Robert Gravel créée à Montréal en 1992 dans une mise en scène de l'auteur. Elle fut remontée en 1993 à peu près par la même équipe.
Il n'y a plus rien est la troisième partie d'une trilogie amorcée avec Durocher le milliardaire et poursuivie avec L'Homme qui n'avait plus d'amis. Dans cette pièce, Gravel aborde les thèmes de la vieillesse, de l'abandon et de la solitude devant la mort. L'action se déroule une veille de Noël dans un hôpital gériatrique.  On y suit les diverses tribulations des préposés aux bénéficiaires, des malades et de leurs visiteurs.